# Statut particulier
Le statut particulier est un ensemble de dispositions réglementaires applicables à un fonctionnaire français ou à un militaire soumis au statut général des militaires, et qui sont spécifiques au groupe dont il fait partie. Le statut particulier présente des points communs avec la convention collective dans le secteur privé.

## Histoire et terminologie
Le terme statut a longtemps désigné l'ensemble des lois, usages et coutumes qui régissaient la condition d'une catégorie de personnes. En ce sens, il y a des statuts qui sont particuliers à un état ou une profession particulière (comme le Statut de la noblesse, des Médecins, des mercier, des Soldats, des esclaves noirs des îles) ou à une région (avec par exemple la Coutume de Paris ou de l'Auvergne qui contiennent chacune les statuts de plusieurs catégories). Le Code civil des Français a longtemps été désigné comme le statut civil des Français.
En l'absence de statut général, la situation des fonctionnaires relevait pour l'essentiel, avant 1946, de statuts particuliers établis par décret voire par arrêté du ministre compétent. La pratique de procéder par un décret tend toutefois à s'imposer au cours du XXe siècle.  

## Fonction publique
Le statut particulier est lié au corps, au cadre d'emplois ou à l'emploi fonctionnel dont le fonctionnaire fait partie. Il peut comprendre des dispositions communes à plusieurs corps ou cadres d'emplois, soit de la même filière, soit de la même catégorie.
Tout corps ou emploi fonctionnel de la fonction publique de l'État relève d'un ministre qui est appelé « ministre de rattachement » ou « ministre de tutelle ».

### Forme et adoption
Tout texte établissant ou modifiant un statut particulier est d'abord soumis aux instances de concertation. Pour la fonction publique de l'État, il est en principe présenté au comité social d'administration ministériel du ministère de rattachement ; il est toutefois soumis au conseil supérieur de la fonction publique de l'État, soit pour des corps relevant de plusieurs comités sociaux d'administration (sauf avis contraire d'un des ministres de rattachement), soit pour des réformes touchant plusieurs corps relevant de comités sociaux d'administration distincts, ou encore si le texte prévoit de déroger à certaines dispositions du statut général.
Pour la fonction publique territoriale et la fonction publique hospitalière, le projet est présenté au conseil supérieur de la fonction publique correspondant.
Le statut particulier est ensuite pris par décret en Conseil d'État,. Celui-ci est contresigné par les ministres chargés de la fonction publique et du budget, ainsi que :
- par le ministre de tutelle pour la fonction publique de l'État ;
- par le ministère chargé des collectivités territoriales (traditionnellement le ministre de l'Intérieur, depuis 2017 le ministère de la Cohésion des territoires) pour la fonction publique territoriale ;
- par le ministre de la Santé pour la fonction publique hospitalière.

Dans la fonction publique d'État, le décret statutaire est pris en Conseil des ministres lorsqu'il concerne un corps dont les membres sont nommés par le Président de la République.
Le statut particulier est généralement complété par d'autres textes, décrets simples ou arrêtés.
Certains statuts spéciaux, notamment ceux qui restreignent le droit de grève nécessitent l'intervention d'une loi.

### Contenu
Le statut particulier précise le classement du corps, du cadre d'emplois ou de l'emploi dans la catégorie A, B ou C de la fonction publique. Il précise le rôle du ou des fonctionnaire(s) concernés, ce que l'on désigne généralement sous le terme de « missions ».
Il fixe également les modalités d'accès au corps, au cadre d'emplois ou à l'emploi. Conformément à la tradition française, le recrutement se fait habituellement par concours et le statut fixe les conditions d'accès à ces concours : conditions de diplôme, durée de service pour les concours internes.
Le statut peut aussi prévoir, en complément ou en remplacement du concours, d'autres modalités de recrutement :
- recrutement direct sur dossier et entretien (principalement pour des corps ou cadres d'emplois de catégorie C) ;
- détachement depuis un autre corps (surtout pour les emplois fonctionnels) ;
- promotion depuis le corps ou le cadre d'emplois immédiatement inférieur dans la filière, promotions souvent réservées aux fonctionnaires atteignant un certain âge (pour des corps et cadres d'emplois de catégorie A ou B principalement) ;
- nomination au tour extérieur (pour certains corps ou emplois fonctionnels supérieurs).

Pour les fonctionnaires qui doivent accomplir un stage, le statut en fixe aussi la durée et les modalités, ainsi que les conditions de la titularisation.
Le statut détermine encore la structure du corps ou du cadre d'emplois, son éventuelle division en grades ou classes et la détermination des échelons indiciaires.
Il indique comment les fonctionnaires peuvent passer au grade ou à la classe supérieure, en fixant un échelon à atteindre et l'ancienneté nécessaire.
Le passage d'un grade à l'autre se fait généralement au choix après inscription à un tableau d'avancement, mais il est parfois subordonné à une formation et / ou à un examen professionnel.

## Militaires
Les statuts particuliers des militaires sont établis par décret en Conseil d'État pris sur le rapport du ministre de la Défense, en vertu de l'article L. 4111-2 du Code de la défense. Ils fixent les dispositions spécifiques à chaque corps militaire.